# Forces en présence lors de la bataille de l'Artois de l'automne 1915

## Forces en présence
Ce qui suit représente les forces militaires des 10e armée française, 1re armée anglaise et 6e armée allemande au déclenchement de la Bataille de l'Artois (automne 1915).

### France
- Organisation de la 10e armée française au 25 septembre 1915

Général commandant le Groupe d'armées du Nord : général Foch
Général commandant la 10e armée : Général d'Urbal – poste de commandement à Lucheux.
Chef d’état –major de la 10e Armée : Lieutenant-colonel Dufieux
- 9e corps : Général Curé  - poste de commandement à [...]
  - 17e DI, 18e DI, 152e DI
- 21e corps : Général Maistre  - poste de commandement à [...]
  - 13e DI, 154e DI, 43e DI
- 33e corps : Général Fayolle - poste de commandement à [...]
  - 70e DI, 77e DI, 55e DI
- 3e corps : Général Hache - poste de commandement à [...]
  - 5e DI, 6e DI
- 12e corps : Général Descoings - poste de commandement au château de Duisans
  - 23e DI, 24e DI, 58e DI

### Royaume-Uni de Grande-Bretagne et d'Irlande
- Organisation de la Première Armée au 25 septembre 1915

Commandant du Corps expéditionnaire britannique : Field Marshal  John French
Général commandant la Première Armée : Lieutenant-General Sir Douglas Haig – poste de commandement à Hinges.
- 1er Corps (Lieutenant-General Hubert Gough)
  - 2nd Division (Major-General H. Horne)
  - 7th Division (Major-General T. Capper)
  - 9th (Scottish) Division (Major-General G. Thesiger)
  - 28th Division (venant d'Ypres, engagée le 27 septembre) (Major-General E. Bulfin)

- IVe Corps (Lieutenant-General Sir H. Rawlinson)
  - 3rd Cavalry Division (Major-General C. Briggs)
  - 1st Division (Major-General A. Holland)
  - 15th (Scottish) Division (Major-General F. McCracken)
  - 47th (2nd London) Division TF (Major-General C. Barter)

- XIe Corps (Lieutenant-General R. Haking)
  - Guards Division (Major-General the Earl of Cavan)
  - 21st Division (Major-General G. Forestier-Walker)
  - 24th Division (Major-General Sir J. Ramsay)

- Indian Corps (engagé le 29 septembre 1915) (Lieutenant-General Sir C. Anderson)
  - 19th (Western) Division (Major-General C. Fasken)
  - 7th (Meerut) Division (Major-General C. Jacob)

### Empire allemand
- Organisation de la 6e armée au 25 septembre 1915

Général commandant l'état-major général : général Erich von Falkenhayn
Général commandant la 6e armée : Generaloberst Rupprecht de Bavière – poste de commandement à [...].